# Dennis Shaw
Dennis Wendell Shaw (Los Angeles, 3 marzo 1947) è un ex giocatore di football americano statunitense che ha giocato nel ruolo di quarterback nella National Football League (NFL). Fu scelto nel corso del secondo giro (30º assoluto) del Draft NFL 1970 dai Buffalo Bills. Al college giocò a football alla San Diego State University.

## Carriera
Shaw fu scelto nel corso del secondo giro del Draft 1970 dai Buffalo Bills. Malgrado sia stato premiato nella sua prima stagione come rookie offensivo dell'anno, la sua carriera fu di scarso successo, lanciando sempre più intercetti che touchdown e non partendo più come titolare dopo la stagione 1972. In carriera giocò anche con St. Louis Cardinals, New York Giants e Kansas City Chiefs.

## Palmarès
- Rookie offensivo dell'anno - 1970

## Statistiche
| Yard passate  | 6.347 |
| Touchdown     | 35    |
| Intercetti    | 68    |
| Passer rating | 56,8  |